# Красное ТВ
«Красное ТВ» (КТВ) — международный информационный интернет-телеканал.
Своей целью называет пропаганду коммунистических, гуманистических, левых идей. Начал вещание 5 мая 2008 года, с 23 февраля 2009 года вещает на собственном интернет-ресурсе.

## Тематика
Тематикой канала является отслеживание общественно-политической ситуации в России и за рубежом с упором на освещение левых политических партий и движений, а также рабочего движения, гуманистический спектр левого искусства. Значительное внимание уделяется деятельности коммунистических партий России, левым тенденциям в странах Латинской Америки, сохранению исторических памятников Москвы, вопросу передачи объектов культурного наследия государством РПЦ, реформе науки и образования в России, ситуации в Белоруссии, освещению «национально-освободительной» борьбы в Палестине, коммунистическому движению в Израиле. С ноября 2010 выходит новостная передача.
После начала Евромайдана и последовавшей за ним Войны на Юго-Востоке Украины активно освещает события на Украине, высказываясь в поддержку движения «Боротьба» и таких сил в ЛНР и ДНР, как батальон «Призрак» (А. Мозгового) и ГБР «Бэтмен»; корреспонденты Красного ТВ получали благодарности от руководства различных воинских подразделений ЛНР. В феврале 2014 года Красное ТВ было в числе инициаторов и активных участников «Антифашистского штаба», ставящего своей задачей материальную помощь «ополчению Новороссии и антифашистам Украины».
На Красном ТВ выходят циклы программ за авторством ряда известных историков, писателей и публицистов, среди которых Юрий Жуков, Игорь Пыхалов, Елена Съянова, Кирилл Назаренко, Владимир Бушин и другие.
Среди образовательных проектов Красного ТВ — Красный университет,  Социальная философия, Философия и политика, Образование для всех, Красота и ярость мира и др.
Авторами программ на Красном ТВ являются учёные канд. экон. наук, д-р филос. наук М. В. Попов, д-р филос. наук В. П. Огородников, д-р филос. наук А. С. Казённов, д-р мед. наук А. А. Редько, канд. техн. наук И. М. Герасимов, д-р экон. наук А. В. Бузгалин, журналисты Т. С. Федяева, Владимир Пронин, Владимир Соловейчик, Дмитрий Кузьмин, Юрий Нерсесов и другие.
Красное ТВ ведет марксистско-ленинский онлайн-кружок вместе с коммунистическим интернет-журналом "Луч".
Красное ТВ вместе с коммунистическим интернет-журналом "Луч" выпускает ежедневные "Рабочие новости" с классовым разбором на Ютуб-канале.

## Список передач
- Беседы о коммунизме[21]
- Великая оболганная война[22]
- История: незаданные вопросы[23]
- Красота и ярость мира[20]
- Красная школа[24]
- Красный университет[16]
- Народный интерес[25]
- Рабочий вопрос[26]
- Реплика[27]
- Социальная философия[17]
- Философия и политика[18]
- Эпоха Сталина[28]

## Взаимоотношение с властями Казахстана
С 30 сентября 2011 года власти Республики Казахстан заблокировали доступ к сайту казахстанского корпункта Красного ТВ. Поводом для его закрытия могло стать освещение ресурсом забастовки нефтяников в Мангистауской области страны.